# Henryk Kuna
Henryk Kuna (6 de novembro de 1885 – 17 de dezembro de 1945) foi um escultor polonês, ativo no início do século XX. Sua longa carreira produziu muitas obras de arte famosas, incluindo vários monumentos públicos renomados em seu país natal, a Polônia. Foi membro do grupo de artistas Rhythm group, criado por J. D. Fergusson.